# Deotilla Gouverneur
Deotilla Gouverneur SSpS (* 22. April 1907 in Zwalbach, Gemeinde Weiskirchen, Saarland; † 6. Februar 1944 in der Bismarcksee) war eine deutsche Steyler Missionsschwester und Märtyrin.

## Leben
Angela Christine Gouverneur, Tochter eines Müllers, wurde mit 9 Jahren Vollwaise. Sie lernte Hauswirtschaft bei den Barmherzigen Schwestern vom hl. Karl Borromäus in Merzig und trat am 12. September 1927 im Alter von 20 Jahren in Vallendar in das Provinzhaus Marienau der Steyler Missionare und der Steyler Missionsschwestern ein. Sie begann das Noviziat unter dem Ordensnamen Deotilla (nach Deotila, der Tochter von Bertha von Blangy). Die Zeitlichen Gelübde legte sie im St.-Josef-Krankenhaus Haan ab. Sie reiste vom 4. Oktober 1933 bis zum 4. Dezember mit anderen nach Alexishafen in die Papua-Neuguinea-Mission, wo sie die Missionstätigkeit auf der Insel Manam begann und 1940 in Alexishafen fortsetzte (vorwiegend in der Krankenpflege).
Nach der Besetzung Neuguineas durch die japanischen Invasionstruppen 1942 wurde sie zusammen mit Bischof Franziskus Wolf und zahlreichen Mitbrüdern und Missionsschwestern in einem Sammellager auf der Vulkaninsel Manam interniert, wo sie an Unterernährung litten und an Malaria erkrankten. Am 5. Februar gingen sie unter Protest auf das japanische Transportschiff Yorishime Maru, das am 6. Februar nachts von der amerikanischen Luftwaffe angegriffen wurde. Es starben 46 Menschen, darunter Deotilla Gouverneur. Eine Gedenkstätte befindet sich in Alexishafen.

## Gedenken
Die Römisch-katholische Kirche in Deutschland hat Schwester Deotilla Gouverneur als Märtyrin in das deutsche Martyrologium des 20. Jahrhunderts aufgenommen.